# Luceau
 Luceau  es una población y comuna francesa, situada en la región de Países del Loira, departamento de Sarthe, en el distrito de La Flèche y cantón de Château-du-Loir.

## Demografía
| 660 | 642 | 699 | 906 | 979 | 1043 |
| Para los censos de 1962 a 1999 la población legal corresponde a la población sin duplicidades (Fuente: INSEE [Consultar]) |     |     |     |     |      |